# StoneToss
StoneToss és un dibuixant polític neonazi estatunidenc amb pseudònim que publica un còmic web amb el mateix nom. Llançat el juny de 2017, el còmic defensa punts de vista racistes, sexistes, transfòbics, homòfobs i antisemites, inclosa la negació de l'Holocaust.
El març de 2024, després que un grup antifeixista publiqués materials que afirmaven haver revelat la seva identitat, StoneToss va demanar ajuda al llavors propietari de Twitter, Elon Musk. Twitter va suspendre diversos usuaris que van incloure el suposat nom real de StoneToss als seus tuits i va modificar la seva política de privadesa per prohibir la divulgació dels noms reals d'altres persones. Els crítics van interpretar la mesura com una prova del tracte preferencial de Musk pels neonazis, els antisemites i els supremacistes blancs.

## Visió general
StoneToss va estrenar la sèrie de dibuixos animats homònima al seu lloc web el juliol de 2017. També publica els dibuixos animats a Twitter. Ha mantingut la seva identitat en secret i s'ha descrit a si mateix com un "dibuixant independent" i "artista NFT".
L'autor, que és descrit per experts, periodistes i altres crítics com un creador neonazi, adopta un enfocament cripto nazi no obert per canalitzar i normalitzar els punts de vista neonazis amb referència a esdeveniments de tendència o dinàmiques socials. Entre les diverses idees extremes transmeses, l'antisemitisme és un element pronunciat, amb una vinyeta que té com a tema el deïcidi jueu, i diverses altres, com ara xiulets per a gossos negacionistes de l'Holocaust. El webcòmic també inclou trops sexistes, i alguns utilitzen el suïcidi entre persones transgènere com a refrany. Visualment, el webcòmic consisteix en dibuixos lineals senzills i acolorits.
El webcòmic té una popularitat substancial a les comunitats en línia de dretes, havent rebut milions de visualitzacions a Twitter. Reddit i Discord van prohibir les seves respectives comunitats oficials de StoneToss el 2019. StoneToss també va ser prohibit en llocs web de tokens no fungibles, inclòs OpenSea. A Facebook i Instagram, A 2021   Alguns dels dibuixos animats van ser publicats per l'autor en versions molt pixelades per evitar que infringissin les polítiques d'aquestes plataformes.
Tant les comunitats en línia de dretes com d'esquerres comparteixen i interactuen amb les vinyetes de StoneToss, cosa que fa que guanyin més visibilitat. Els subreddits han adaptat l'obra de StoneToss per als seus propis propòsits, remesclant-les en mems, comunament titulats "stonetossedit" o "stonetoss és un nazi". En particular, els usuaris d'Internet d'esquerres se les han apropiat, afegint-hi capes d'ironia; tanmateix, la subversió del seu missatge no és fàcilment entesa per la majoria de la gent. Per contra, en els cercles en línia de dretes, les vinyetes de vegades s'han tornat a publicar, no com a mems en el sentit habitual, sinó com a publicacions regulars que els usuaris troben identificables i amb el missatge de les quals estan d'acord.

## Presumpta revelació d'identitat
El març de 2024, Anonymous Comrades Collective i Late-Night Anti-Fascists van afirmar haver revelat la identitat de StoneToss utilitzant informació filtrada de Gab, una xarxa social amb una base d'usuaris d'extrema dreta. Segons el material que van publicar, és un exguarda de seguretat i professional informàtic texà. El grup va dir que també havia creat el còmic web RedPanels, descrit pel Southern Poverty Law Center com un còmic neonazi.
StoneToss va negar ser neonazi i va buscar protecció del propietari de Twitter, Elon Musk, a través d'individus que tenien contactes amb ell. Això va anar seguit d'una controvèrsia després que Twitter suspengués diversos usuaris que van publicar el suposat nom real de l'autor, inclosa l'advocada de drets civils i activista pels drets de les persones transgènere Alejandra Caraballo, que havia tuitejat i canviat el seu nom d'usuari per tal de maximitzar la visibilitat de la informació divulgada. La resposta de Twitter va crear una instància de l'⁣efecte Streisand, amplificant la propagació de la informació. Això va anar seguit de renovades preocupacions sobre la moderació de contingut a Twitter sota Musk, especialment pel que fa al contingut que promou idees d'extrema dreta.
Al cap d'uns dies, Twitter va modificar la seva política de privadesa —que en aquell moment excloïa expressament els noms reals del que considera informació privada— per prohibir la divulgació dels noms reals d'altres persones. Abans del canvi, la manca d'aquesta norma permetia que els comptes de dretes s'adrecessin a les persones LGBTQ publicant la seva informació privada, i els crítics de Twitter sota Musk havien expressat la seva preocupació que el lloc web sancionés els usuaris que desafiaven l'extremisme a la plataforma, alhora que permetia que aquells que publiquessin aquest contingut continuessin fent-ho. Després del canvi de política, els crítics ho van citar com un exemple addicional de la plataforma sota Musk que protegia aquest darrer grup d'usuaris. Mesos més tard, Black Enterprise va citar la controvèrsia com un exemple d'esdeveniments relacionats amb les preocupacions sobre la moderació de Twitter que van precedir la decisió del Banc Mundial de retirar la seva publicitat de la plataforma.